# Хлебопродукт
Акционерное общество «Хлебопродукт» — существовавшая в годы НЭПа советская  компания. Полное наименование — Акционерное общество торговли хлебом и другими сельскохозяйственными продуктами «Хлебопродукт». Штаб-квартира компании располагалась в Москве.

## История

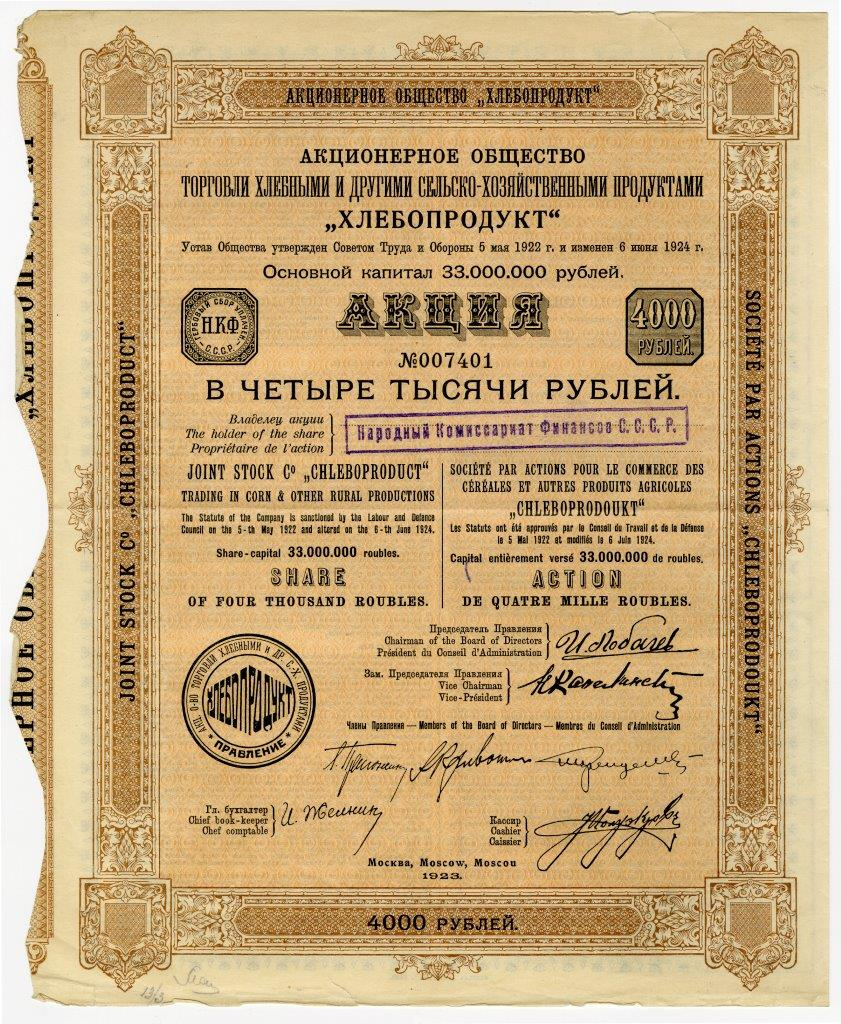
Акция в 4 тыс. руб., выданная на имя Наркомфина СССР, Акционерного общества торговли хлебом и другими сельскохозяйственными продуктами «Хлебопродукт». Москва, 1923 г.

Компания основана в 1922 г., спустя год после начала осуществления в Советской России Новой экономической политики (НЭПа), в разгар свирепствовавшего в стране, главным образом в Поволжье, голода.
Акционерное общество «Хлебопродукт», основной капитал которого составлял 33 млн руб., по своему статусу являлось учреждением государственно-коммерческим и было учреждено в дополнение к существовавшему в 1920-е годы государственному продовольственному налоговому аппарату. Целью создания общества служило приближения государственных органов хлебозаготовок непосредственно к производителю сельскохозяйственной продукции. АО «Хлебопродукт» подчинялось Народному комиссариату продовольствия.
Как явствует из архивных документов того времени, в задачи разбросанных по всем аграрным регионам страны контор «Хлебопродукта» входило:
```
- закупка хлебных излишков у населения, по ценам, выгодным для производителей сельскохозяйственной продукции;
- борьба с искусственным повышением цен и неорганизованной закупкой хлеба;
- вывоз сельскохозяйственных продуктов за границу;
- регулирование рыночных цен на хлеб и снабжение неурожайных районов хлебом;
- содействие развитию c/х кооперации и тесное сотрудничество с ней.
[
2
]
```

Закупка хлеба, зерна и прочей сельхозпродукции агентами АО «Хлебопродукт» на местах как правило производились на базарах у крестьян-производителей за наличный расчет.
В конце 1927 г., вместе с началом свёртывания НЭПа, непосредственным поводом для которого послужил срыв государственных хлебозаготовок, акционерное общество «Хлебопродукт» было ликвидировано.